# Demolition Doll Rods
O Demolition Doll Rods é uma banda de rock de Detroit, Michigan. Conhecidos pelas suas apresentações selvagens, o trio formado por Danny Doll Rod (ex-The Gories) na guitarra e vocais, Margaret Doll Rod guitarra, compositora e principal vocalista e Christine Doll Rod, também conhecida como 'The Thump'/Thumper/Thumpurr na bateria. Em 2006 Christine entrou em licença maternidade e foi substituída por Tia "Baby T" Dollrod.
A primeira grande apresentação da banda aconteceu no meio da década de 90 no festival Lollapalooza como show de abertura para Iggy Pop, The Jon Spencer Blues Explosion e The Cramps. As principais influências da banda são os famosos roqueiros da "Motor City" podendo ser citados MC5 e The Stooges. As suas performances foram comparadas às dos New York Dolls e The Cramps, os membros se apresentavam vestidos como drag queens ou fantasiados, algumas vezes vestindo pedaços de comida ou até mesmo nus.
Em abril de 2007 Danny Doll Rod postou na página oficial da banda no myspace uma mensagem dizendo que depois dos 13 anos ininterruptos da banda, ele agradecia a todos que haviam apoiado a banda mas que queria descansar um pouco e que os outros membros da banda estavam se concentrando em outros projetos musicais.

## Discografia

### Álbuns
- TASTY - In The Red Records (1997)
- TLA - Matador Records (1999)
- ON - Swami Records (2004)
- There Is A Difference - Swami Records (2006)

### Singles
- "The Demolition Doll Rods" - Womb/Past It Records (1994)
- "The Unauthorized Demolition Doll Rods: African Lipstick" - Bulb Records (1994)
- "Spoiled Kitty/Walkin' the Dog (single)" - In The Red Records (1995)
- "Power Cruise/You Gotta Do That Do!" - Wantage USA Records (1995)
- "I Wanna O.D./Dream" - Bag Of Hammers Records (1996)
- "Bride" - ProA.S.S (2000)
- "Big Rock Candy Mountain/Hot Pink Visqueen" - Munster Records (2003)